# اژدها وارد می‌شود!
اژدها وارد می‌شود! فیلمی به‌کارگردانی، نویسندگی و تهیه‌کنندگی مانی حقیقی محصول سال ۱۳۹۴ است.
این فیلم برای نمایش در بخش سودای سیمرغ سی‌وچهارمین دوره‌ی جشنواره‌ی فیلم فجر پذیرفته‌شد و در ۴ بخش نامزد دریافت سیمرغ بلورین گشت، همچنین این فیلم در تاریخ ۸ اردیبهشت ۱۳۹۵ در سینماهای ایران اکران شده است. «اژدها وارد می‌شود!» در بخش مسابقهٔ جشنواره فیلم برلین برای کسب جایزهٔ خرس طلایی نامزد شد و در جشنوارهٔ بین‌المللی فیلم مستقل بوئنوس آیرس نیز نامزد دریافت جایزهٔ بهترین فیلم بلند ژانر آوانگارد شد.
ِ

## داستان
در آغاز فیلم گفته می‌شود که این فیلم براساسِ یک داستان واقعی تهیه شده است. مصاحبه با افراد گوناگون، از جمله خودِ مانی حقیقی، این گمان را تقویت می‌کند و عنوان می‌شود ماجرای فیلم، داستان صدابردار فیلم خشت و آینه ساختهٔ پدربزرگِ مانی حقیقی، ابراهیم گلستان، است و در فیلم گفته می‌شود یک گروه سینمایی با دسترسی به این داستان در تلاش است تا فیلمِ داستانی تهیه کند.
دوم بهمن ماه ۱۳۴۳ است، یک شورلت ایمپالای نارنجی رنگ از قبرستان باستانی می‌گذرد و به سمت کشتیِ به خاک نشسته‌ای می‌راند.
فیلم دربارهٔ مرگِ یک تبعیدی در جزیره قشم است که در فیلم گفته می‌شود مارکسیست-لنینیست است. یک مأمور ساواک برای بررسیِ قتل به قشم می‌رود و متوجه می‌شود که این تبعیدی کشته شده است. او در این جزیره با پدیدهٔ عجیبی روبه‌رو می‌شود. پس از دفنِ هر جنازه‌ای در یک گورستان متروک، زلزله رخ می‌دهد. در فیلم گفته می‌شود که اژدهایی در زیر گورستان زندگی می‌کند (عنوان فیلم نیز در این ارتباط انتخاب شده است). او به کمکِ دو دوستِ زمین‌شناس و صدابردار خود بار دیگر به جزیره می‌رود تا راز این موضوع را کشف کند. در آن‌جا ماجراهای دیگر اتفاق می‌افتند که سرانجام سرنوشتِ سه دوست را به‌گونه‌ای شوم رقم می‌زنند.
در ادامهٔ فیلم، متوجه می‌شوند که فرد مارکسیست با دختر یکی از محلی‌ها (حلیمه) ارتباط جنسی برقرار کرده و پدر دختر برای انتقام او را می‌کشد و خودکشی را صحنه‌سازی می‌کند و چارکی (ساواکی مستقر در قشم) نیز این داستان را مخفی می‌کند. چند روز بعد حلیمهٔ حامله را در سردخانهٔ کشتی پیدا می‌کنند و بچهٔ او را وضع حمل می‌کنند؛ ولی حلیمه جانِ خود را از دست می‌دهد و این سه دوست بچهٔ او را بزرگ می‌کنند. در انتها ساواک از ادامهٔ تحقیقاتِ این سه دوست جلوگیری می‌کند و می‌خواهد آن‌ها را به قتل برساند. آن‌ها متوجه می‌شوند و یکی از آن‌ها، در حالِ فرار از دست ساواک، کشته می‌شود، یکی از ایران فرار می‌کند و آن دیگری در موشک باران درمی‌گذرد.
حقیقی دربارهٔ عنوان فیلم (به انگلیسی A Dragon Arrives) که دست‌کم در زبان فارسی درست عنوان فیلم بروس لی را دارد (فیلم بروس لی اما به انگلیسی: Enter the Dragon است)، گفت که بحث‌های زیادی میان دست‌اندرکاران فیلم صورت گرفته و سرانجام این عنوان پذیرفته شده است.

## بازیگران
- امیر جدیدی
- همایون غنی‌زاده
- نادر فلاح
- احسان گودرزی
- علی باقری
- مانی حقیقی
- منوچهر انور... راوی ملکوت
- لیلی گلستان
- کیانا تجمل
- صادق زیباکلام
- سعید حجاریان

## دربارهٔ فیلم
فیلم رویکردی سورئال و سمبلیک دارد. برخی نقدها کاراکترهای فیلم را که یک زمین‌شناس و همین‌طور یک صدابردار بودند، به‌ترتیب به علم و هنر تشبیه کرده‌اند. همچنین والیه را نماد نسل آینده دانسته‌اند و اژدهای موجود در فیلم نیز به ایران تشبیه شده؛ شتر نیز نماد گنج قلمداد شده است. ضمن این‌که اشاره به واقعهٔ تصرف هرمز توسط ایران به کمک غرب و همین‌طور استفاده از سعید حجاریان و صادق زیباکلام در این محصول، نمادگراییِ فیلم را هرچه بیش‌تر با مسائل سیاسیِ روز ایران پیوند می‌زند. بااین‌حال کارگردان فیلم گفت: «در فرایندِ خلق آثار هنری از سمبلیزم بیزارم و این فیلم بر اساس یک اتفاق واقعی ساخته شده است.»
برخی رسانه‌ها، به‌دلیلِ شباهت نمادهای فیلم با جریان‌های سیاسی-اجتماعی روز ایران و استفاده از شخصیت‌های اصلاح‌طلب مانند سعید حجاریان و منتقد مانند صادق زیباکلام، اقدام به حمله به فیلم و عواملِ آن کردند.

## سی و چهارمین دوره جشنواره فیلم فجر
| قسمت                          | نامزد                       | نتیجه    | جایزه                    |
| ----------------------------- | --------------------------- | -------- | ------------------------ |
| بهترین فیلمبرداری             | هومن بهمنش                  | نامزدشده |                          |
| بهترین موسیقی متن             | کریستف رضاعی                | نامزدشده |                          |
| بهترین چهره‌پردازی             | مهرداد میرکیانی             | نامزدشده | به‌طور مشترک به همراه نفس |
| بهترین طراحی صحنه و لباس      | امیر حسین قدسی و نگار نعمتی | نامزدشده |                          |
| بهترین فیلم از نگاه تماشاگران | مانی حقیقی                  | نامزدشده | پنجمین فیلم (۳٫۰۳/۴)     |